# Сава Конвалинка
Сава Конвалинка (Долењске Топлице, 5. децембар 1916 — Београд, 11. јануар 2005) био је учесник Народноослободилачке борбе и пуковник ЈНА.

## Биографија
Ројен је 5. децембра 1916. у Долењским Топлицама. Након завршене ниже гимназије у Новом Месту, октобра 1931. уписао је Војну академију у Београду. Био је у 61. класи која је дипломирала 1936. године. Заједно са њим школовали су се будући генерали ЈНА Раде Хамовић и Руди Петовар, а током школовања посебно се спријатељио са Звонком Вучковићем и Момчилом Смиљанићем. Након дипломирања добио је чин поручника и распоређен у Краљеву гарду, најелитнију јединицу Југословенске војске.
Почетком марта 1941, након што су преко Момчиловог брата, Милоја Смиљанића, који је био помоћник министра иностраних дела Александра Цинцар-Марковића, сазнали да Краљевина Југославија намерава да приступи Тројном пакту и да нема друге алтернативе, класни другови официри Смиљанић, Вучковић и Конвалинка одлучили су пребегну у Краљевину Грчку са циљем да се тамо пријаве у војску као добровољци и боре против фашистичке Италије. Како је убрзо дошло до војног пуча у Београду и напада Сила осовине на Југославију, вратили су се у земљу. Одмах су се укључили у своје јединице и учествовали у Априлском рату.
Јединица у којој су били Смиљанић и Конвалинка повлачила се од Сремчице преко Степојевца, Љига и Рудника до Горњег Милановца, где их је затекла вест о капитулацији. Избегавши заробљавање од стране Немаца, отишли су на Златибор, одакле су се запутили ка Црној Гори, сматрајући да се тамо још увек воде борбе са Италијанима. На овом путу срели су Момчиловог брата Милутина, који се враћао из Црне Горе, где се његова јединица распала. Након тога су се поново вратили на Златибор, где су боравили неко време. Овде су се повезали са групом ужичких комуниста, међу којима су били Крцун Пенезић, Добрило Петровић и Љубодраг Ђурић, који су били пријатељи Момчиловог синовца Манојла. Заједно са поручником Слободаном Секулићем, укључили су се у рад на формирању Златиборске партизанске чете Ужичког партизанског одреда.
Августа 1941. Смиљанић и Конвалинка су илегално отишли до Београда, где је Конавлинка срео једног друга који му је предложио да са њим пође у Словенију. Крајем августа су дошли у Љубљану, где је успоставио везу са Ослободилачким фронтом (ОФ). Марта 1942. Италијани су га ухапсили као члана покрета отпора и интернирали у логор Гонарс, у близини Удина у Италији. Јуна 1942. заједно са шесторицом бивших официра учествовао је покушаја бекства из логора, али су били откривени. Након капитулације Италије септембра 1943. вратио се у Словенију и прикључио се Западнодолењском партизанском одреду. Као професионални официр брзо је напредовао у Народноослободилачкој војсци (НОВЈ). Обављао је дужности начелника Штаба 15. словеначке дивизије, начелника Штаба артиљеријске бригаде и потом начелника Штаба Седмог словеначког корпуса. Децембра 1944. прешао је у Београд, где је у Врховном штабу НОВ и ПОЈ радио у Оперативном одељењу.
Након ослобођења Југославије наставио је војну каријеру у Југословенској армији. Радио је у Генералштабу ЈНА до пензионисања 1969. у чину пуковника. Завршио је Вишу војну академију, на којој је касније радио као професор, као и на Ратној школи ЈНА. Написао је уџбеник Тактика и стратегија, а 1961. је издао брошуру Кочевски Рог. Био је члан редакције другог издања Војне енциклопедије, као и аутор неколико текстова о Словенији.
Умро је 11. јануара 2005. у Београду.